# University of Allahabad

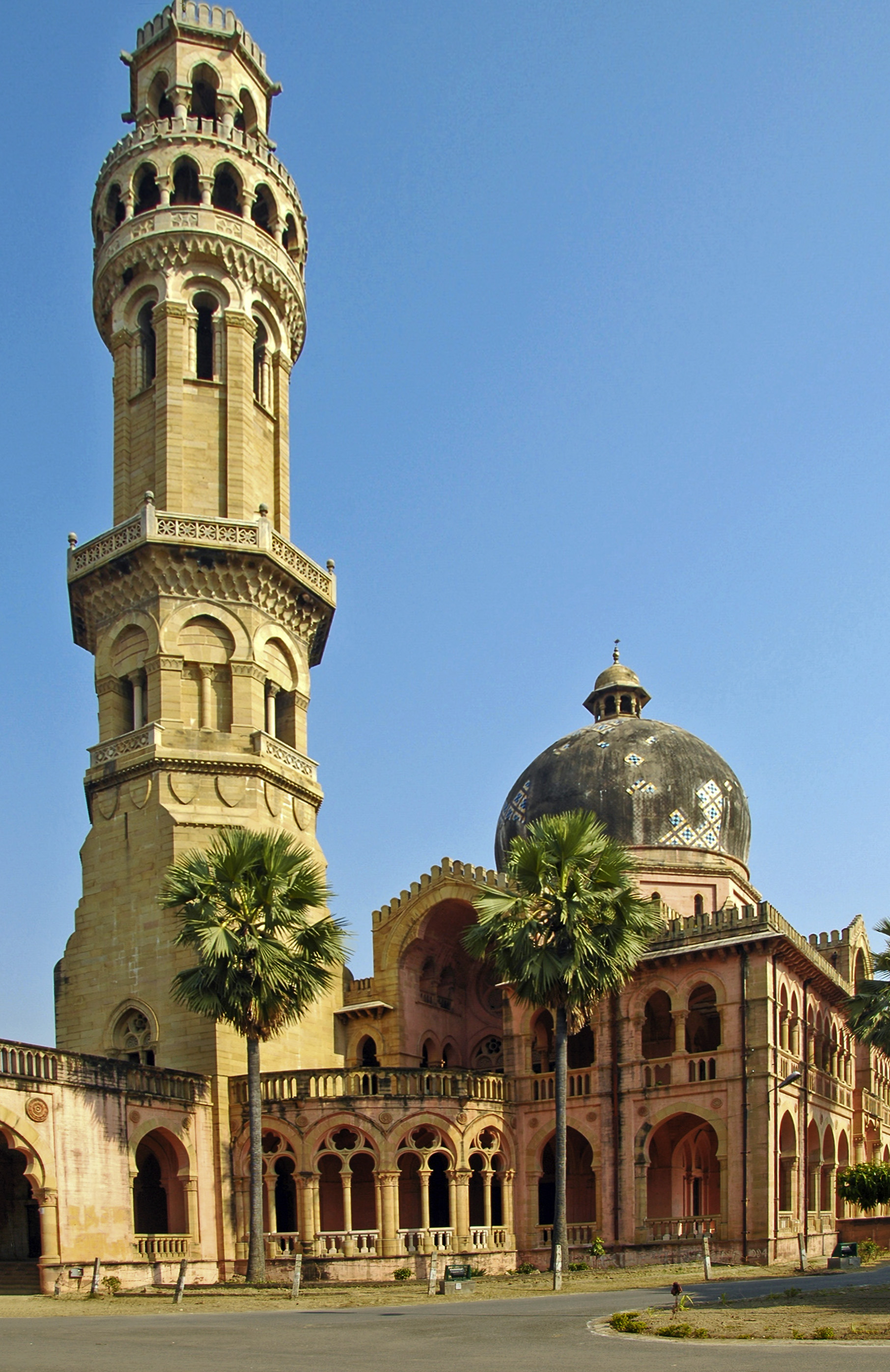
Departement für Mathematik innerhalb der Fakultät Naturwissenschaften (Science faculty)

Die University of Allahabad (इलाहाबाद विश्वविद्यालय) ist eine staatliche Universität in Prayagraj im indischen Bundesstaat Uttar Pradesh. Sie hat erfolgreich die Förderung eines „Center of Excellence“ im Bereich „Behavioural Cognitive Sciences“ beantragt.

## Geschichte
Die Universität wurde am 23. September 1887 von William Muir als Muir Central College gegründet und war damals nach der University of Bombay, der University of Calcutta, der University of Madras sowie der University of the Punjab (heute in Lahore, Pakistan) die 5. Universitätsgründung in Britisch-Indien.

## Fakultäten und Einrichtungen
Fakultäten
- Künste
- Medizin (Motilal Nehru Medical College & Swarup Rani Nehru Hospital)
- Naturwissenschaften
- Rechtswissenschaften
- Wirtschaftswissenschaften

Forschungsinstitute
- Centre of Behavioural and Cognitive Sciences
- Institute of Inter-Disciplinary Studies
- Institute of Professional Studies
- National Centre of Experimental Mineralogy and Petrology

Constituent Institutes
- Govind Ballabh Pant Social Science Institute, Allahabad
- Harish Chandra Research Institute of Mathematics and Mathematical Physics (Loslösung von AU diskutiert)
- Kamla Nehru Post-graduate Medical Institute (Loslösung von AU diskutiert)
- S. P. Mukherjee Government Degree College (Verbund mit AU geplant)

Colleges
- Allahabad Degree College
- C.M.P Degree College
- Arya Kanya Degree College
- Jagat Taran Girls Degree College
- Ishwar Sharan Degree Collage
- Sechs weitere regionale Lehranstalten/Colleges

## Berühmte Absolventen
- Gulzarilal Nanda (1898–1998), ehemaliger Interims-Premierminister von Indien
- Motilal Nehru (1861–1931), Politiker und Vater von Jawaharlal Nehru
- Shankar Dayal Sharma (1918–1999), ehemaliger Präsident von Indien
- Chandra Shekhar (1927–2007), ehemaliger Premierminister von Indien
- Maharishi Mahesh Yogi (1918–2008), Gelehrter, Begründer der Transzendentalen Meditation, Buchautor